# Холщёвики (деревня)
Холщёвики — деревня в городском округе Истра Московской области (с 2006 по 2017 год — деревня сельского поселения Костровское Истринского района). Население — 12 чел. (2016), зарегистрировано 14 садовых товариществ. С Истрой деревня связана автобусным сообщением (автобус № 26).
Находится примерно в 12 км на юго-запад от Истры, на Волоколамском шоссе, высота над уровнем моря 196 м. Ближайшая деревня Жилкино, в 1,5 км — железнодорожная станция Холщёвики Рижского направления Московской железной дороги.

## Население
| 1852 | 1859 | 1890 | 1899 | 1926 | 2002 | 2006 |
| ---- | ---- | ---- | ---- | ---- | ---- | ---- |
| 101  | ↘90  | ↗99  | ↗116 | ↘107 | ↘26  | ↘14  |
| 2010 | 2016 |      |      |      |      |      |
| →14  | ↘12  |      |      |      |      |      |